# ميخائيل لاو
ميخائيل لاو (بالصينية: 劉建文) هو مصمم وفنان صيني، ولد في 1970 في هونغ كونغ في الصين.